# Liste der Fahnenträger der jamaikanischen Mannschaften bei Olympischen Spielen
Die Liste der Fahnenträger der jamaikanischen Mannschaften bei Olympischen Spielen listet chronologisch alle Fahnenträger jamaikanischer Mannschaften bei den Eröffnungsfeiern Olympischer Spiele auf.

## Liste der Fahnenträger
| Mannschaft             | Veranstaltung | Fahnenträger (EF)                     | Fahnenträger (AF)                     |
| ---------------------- | ------------- | ------------------------------------- | ------------------------------------- |
| 1948 in London         | Sommerspiele  |                                       |                                       |
| 1952 in Helsinki       | Sommerspiele  | Arthur Wint                           |                                       |
| 1956 in Melbourne      | Sommerspiele  |                                       |                                       |
| 1960 in Rom            | Sommerspiele  | Teilnahme als Westindische Föderation | Teilnahme als Westindische Föderation |
| 1964 in Tokio          | Sommerspiele  |                                       |                                       |
| 1968 in Mexiko-Stadt   | Sommerspiele  |                                       |                                       |
| 1972 in München        | Sommerspiele  | Lennox Miller                         |                                       |
| 1976 in Montreal       | Sommerspiele  | Donald Quarrie                        |                                       |
| 1980 in Moskau         | Sommerspiele  |                                       |                                       |
| 1984 in Los Angeles    | Sommerspiele  | Bert Cameron                          |                                       |
| 1988 in Calgary        | Winterspiele  | Dudley Stokes                         |                                       |
| 1988 in Seoul          | Sommerspiele  | Merlene Ottey                         |                                       |
| 1992 in Albertville    | Winterspiele  | Dudley Stokes                         |                                       |
| 1992 in Barcelona      | Sommerspiele  | Merlene Ottey                         |                                       |
| 1994 in Lillehammer    | Winterspiele  | Chris Stokes                          |                                       |
| 1996 in Atlanta        | Sommerspiele  | Juliet Cuthbert                       |                                       |
| 1998 in Nagano         | Winterspiele  | Richard McIntosh                      |                                       |
| 2000 in Sydney         | Sommerspiele  | Deon Hemmings                         |                                       |
| 2002 in Salt Lake City | Winterspiele  | Winston Watts                         |                                       |
| 2004 in Athen          | Sommerspiele  | Sandie Richards                       | Veronica Campbell                     |
| 2008 in Peking         | Sommerspiele  | Veronica Campbell-Brown               | Usain Bolt                            |
| 2010 in Vancouver      | Winterspiele  | Errol Kerr                            | Errol Kerr                            |
| 2012 in London         | Sommerspiele  | Usain Bolt                            | Hansle Parchment                      |
| 2014 in Sotschi        | Winterspiele  | Marvin Dixon                          | Volunteer                             |
| 2016 in Rio de Janeiro | Sommerspiele  | Shelly-Ann Fraser-Pryce               | Javon Francis                         |
| 2018 in Pyeongchang    | Winterspiele  | Audra Segree                          | Carrie Russell                        |
| 2020 in Tokio          | Sommerspiele  | Shelly-Ann Fraser-Pryce               | Stephenie Ann McPherson               |
| 2020 in Tokio          | Sommerspiele  | Ricardo Brown                         | Stephenie Ann McPherson               |
| 2022 in Peking         | Winterspiele  | Benjamin Alexander                    | Rolando Reid                          |
| 2024 in Paris          | Sommerspiele  | Shanieka Ricketts                     | Rajindra Campbell                     |
| 2024 in Paris          | Sommerspiele  | Josh Kirlew                           | Rajindra Campbell                     |

Anmerkung: (EF) = Eröffnungsfeier, (AF) = Abschlussfeier

## Statistik
| Rang    | Sportart       | EF | AF | ∑  |
| ------- | -------------- | -- | -- | -- |
| 1       | Leichtathletik | 14 | 6  | 20 |
| 2       | Boxen          | 1  | 0  | 1  |
| 2       | Schwimmen      | 1  | 0  | 1  |
| Gesamt: | Gesamt:        | 16 | 6  | 22 |

| Rang    | Sportart         | EF | AF | ∑  |
| ------- | ---------------- | -- | -- | -- |
| 1       | Bob              | 7  | 2  | 9  |
| 2       | Freestyle-Skiing | 1  | 1  | 2  |
| 3       | Ski Alpin        | 1  | 0  | 1  |
| 3       | Volunteer        | 0  | 1  | 1  |
| Gesamt: | Gesamt:          | 9  | 4  | 13 |

| Rang    | Sportart         | EF | AF | ∑  |
| ------- | ---------------- | -- | -- | -- |
| 1       | Leichtathletik   | 14 | 6  | 20 |
| 2       | Bob              | 7  | 1  | 8  |
| 3       | Freestyle-Skiing | 1  | 1  | 2  |
| 4       | Boxen            | 1  | 0  | 1  |
| 4       | Schwimmen        | 1  | 0  | 1  |
| 4       | Ski Alpin        | 1  | 0  | 1  |
| 4       | Volunteer        | 0  | 1  | 1  |
| Gesamt: | Gesamt:          | 25 | 10 | 35 |